# 東水切町
東水切町（ひがしみずきりちょう）は、愛知県名古屋市北区にある地名。現行行政地名は東水切町1丁目から東水切町4丁目。住居表示未実施。

## 地理
名古屋市北区南東部に位置する。東は大曽根一丁目、西は杉栄町、南は東長田町、北は芦辺町に接する。

## 歴史

### 地名の由来
水切町の東にあることによる。当地北側を流れていた大幸川をせき止め、北から南の田へ高低差を利用して配水を行っていたという。その際畦道を切っていたことから、水切りの名が生じたとされる。

### 沿革
- 1929年（昭和4年）9月5日 - 東区杉村町字田中・花ノ木・溝又木・中田・南原・薬師裏の各一部により、同区東水切町として成立[1]。また、同時に東区杉村町の一部により同区東生駒町も成立する[5]。
- 1942年（昭和17年）8月20日 - 東区東生駒町の全域を1～2丁目に編入する[1]。
- 1944年（昭和19年）2月11日 - 北区成立に伴い、同区東水切町となる[5]。

## 世帯数と人口
2019年（平成31年）1月1日現在の世帯数と人口は以下の通りである。
| 町丁     | 世帯数  | 人口  |
| -------- | ------- | ----- |
| 東水切町 | 469世帯 | 882人 |

### 人口の変遷
国勢調査による人口の推移
| 1995年（平成7年）  | 818人 | [ WEB 5 ] |  |
| 2000年（平成12年） | 848人 | [ WEB 6 ] |  |
| 2005年（平成17年） | 775人 | [ WEB 7 ] |  |
| 2010年（平成22年） | 781人 | [ WEB 8 ] |  |
| 2015年（平成27年） | 821人 | [ WEB 9 ] |  |

## 学区
市立小・中学校に通う場合、学校等は以下の通りとなる。また、公立高等学校に通う場合の学区は以下の通りとなる。
| 番・番地等 | 小学校               | 中学校               | 高等学校 |
| ---------- | -------------------- | -------------------- | -------- |
| 全域       | 名古屋市立杉村小学校 | 名古屋市立若葉中学校 | 尾張学区 |

## 施設
- 天理教尾張船雄分教会[2]
- 天理教愛昭華分教会[2]

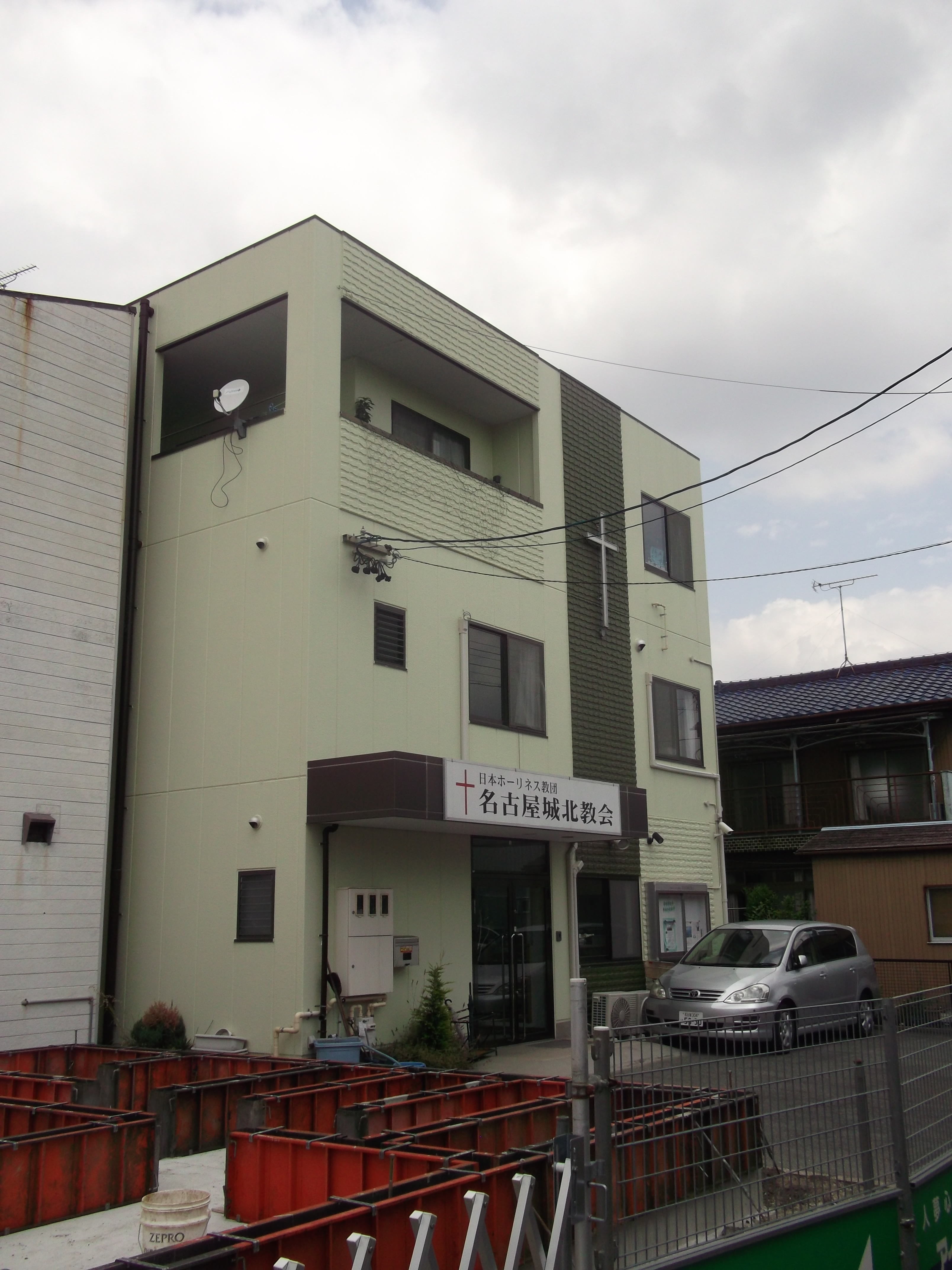
日本ホーリネス教団名古屋城北教会
- 石原家住宅

- 日本ホーリネス教団名古屋城北教会

## その他

### 日本郵便
- 郵便番号 : 462-0828[WEB 2]（集配局：名古屋北郵便局[WEB 12]）。

### WEB
1. 1 2  “町・丁目(大字)別、年齢(10歳階級)別公簿人口(全市・区別)”.   名古屋市 (2019年1月23日). 2019年1月23日閲覧。
2. 1 2  “郵便番号”.  日本郵便. 2019年1月6日閲覧。
3. ↑  “市外局番の一覧”.   総務省. 2019年1月6日閲覧。
4. ↑  “北区の町名一覧”.   名古屋市 (2015年10月21日). 2019年1月12日閲覧。
5. ↑  総務省統計局 (2014年3月28日). “平成7年国勢調査の調査結果(e-Stat) - 男女別人口及び世帯数 －町丁・字等” (CSV). 2019年4月27日閲覧。
6. ↑  総務省統計局 (2014年5月30日). “平成12年国勢調査の調査結果(e-Stat) - 男女別人口及び世帯数 －町丁・字等” (CSV). 2019年4月27日閲覧。
7. ↑  総務省統計局 (2014年6月27日). “平成17年国勢調査の調査結果(e-Stat) - 男女別人口及び世帯数 －町丁・字等” (CSV). 2019年4月27日閲覧。
8. ↑  総務省統計局 (2012年1月20日). “平成22年国勢調査の調査結果(e-Stat) - 男女別人口及び世帯数 －町丁・字等” (CSV). 2019年4月27日閲覧。
9. ↑  総務省統計局 (2017年1月27日). “平成27年国勢調査の調査結果(e-Stat) - 男女別人口及び世帯数 －町丁・字等” (CSV). 2019年4月27日閲覧。
10. ↑  “市立小・中学校の通学区域一覧”.   名古屋市 (2018年11月10日). 2019年1月14日閲覧。
11. ↑  “平成29年度以降の愛知県公立高等学校（全日制課程）入学者選抜における通学区域並びに群及びグループ分け案について”.   愛知県教育委員会 (2015年2月16日). 2019年1月14日閲覧。
12. ↑  郵便番号簿 平成29年度版 - 日本郵便. 2019年01月06日閲覧 (PDF)

### 書籍
1. 1 2 3 4  名古屋市北区役所市民室 1979, p. 65.
2. 1 2 3  「角川日本地名大辞典」編纂委員会 1989, p. 1453.
3. 1 2  名古屋市計画局 1992, p. 196.
4. ↑  名古屋市計画局 1992, p. 198.
5. 1 2  名古屋市計画局 1992, p. 746.